# Советский (станция)
Сове́тский (до 1948 года — Йо́ханнес, фин. Johannes) — промежуточная железнодорожная станция Октябрьской железной дороги на 144,5 км участка Прибылово — Матросово линии Зеленогорск — Приморск — Выборг.

## Общие сведения
Станция территориально расположена в поселке городского типа Советский Выборгского района Ленинградской области.

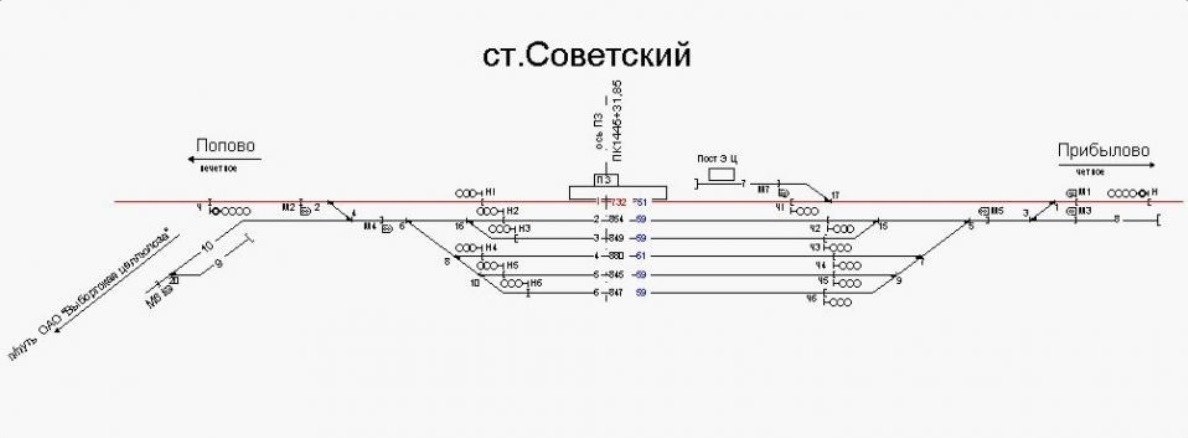
Схема станции Советский.

На станции имеются шесть путей, плюс один тупиковый. В северной  горловине станции примыкают подъездные пути предприятия «Выборгская целлюлоза». Поверх старой низкой финской пассажирской платформы заасфальтирована новая остановочная платформа длиной 80 м, на которой установлены два пассажирских павильона и две информационных таблички с названием станции. К централизованному освещению подключены установленные на опоры современные светильники с лампами ДНаТ. Пассажирское здание находится в заброшенном состоянии, билетная касса отсутствует. Проездные билеты приобретаются у кондуктора.

В южной оконечности старой низкой пассажирской платформы сохранилась старая финская багажная платформа, за которой располагалась товарно-багажная кладовая (не сохранилась).

## История
Станция Йоханнес (Johannes) была открыта 16 января 1925 года в составе второй очереди линии Зеленогорск — Приморск — Выборг. В 1923 году (по другим данным — в 1924 году), по проекту архитектора Туре Адольфа Хеллстрёма было построено здание вокзала. Было уничтожено пожаром в период советско-финской войны 1941—1944 гг.
У станции имелись подъездные пути (фин. Kirkkoniemen syrjäraide) к стекольному заводу, а также к причалу на полуострове Кирккониеми.

## Пассажирское сообщение
По состоянию на 2020 год через станцию проходят:
- 1 утренняя пара рельсовых автобусов РА2 по маршруту Выборг — Зеленогорск — Выборг
- 1 дневная пара электропоездов ЭР2 под тепловозом M-62 по выходным дням в летний период по маршруту Санкт-Петербург — Советский — Санкт-Петербург
- 1 вечерняя пара рельсовых автобусов РА2 по маршруту Выборг — Санкт-Петербург — Выборг (с 13 октября 2014 года — со встречным разъездом по станции Приветненское).

## Галерея

Станция Советский
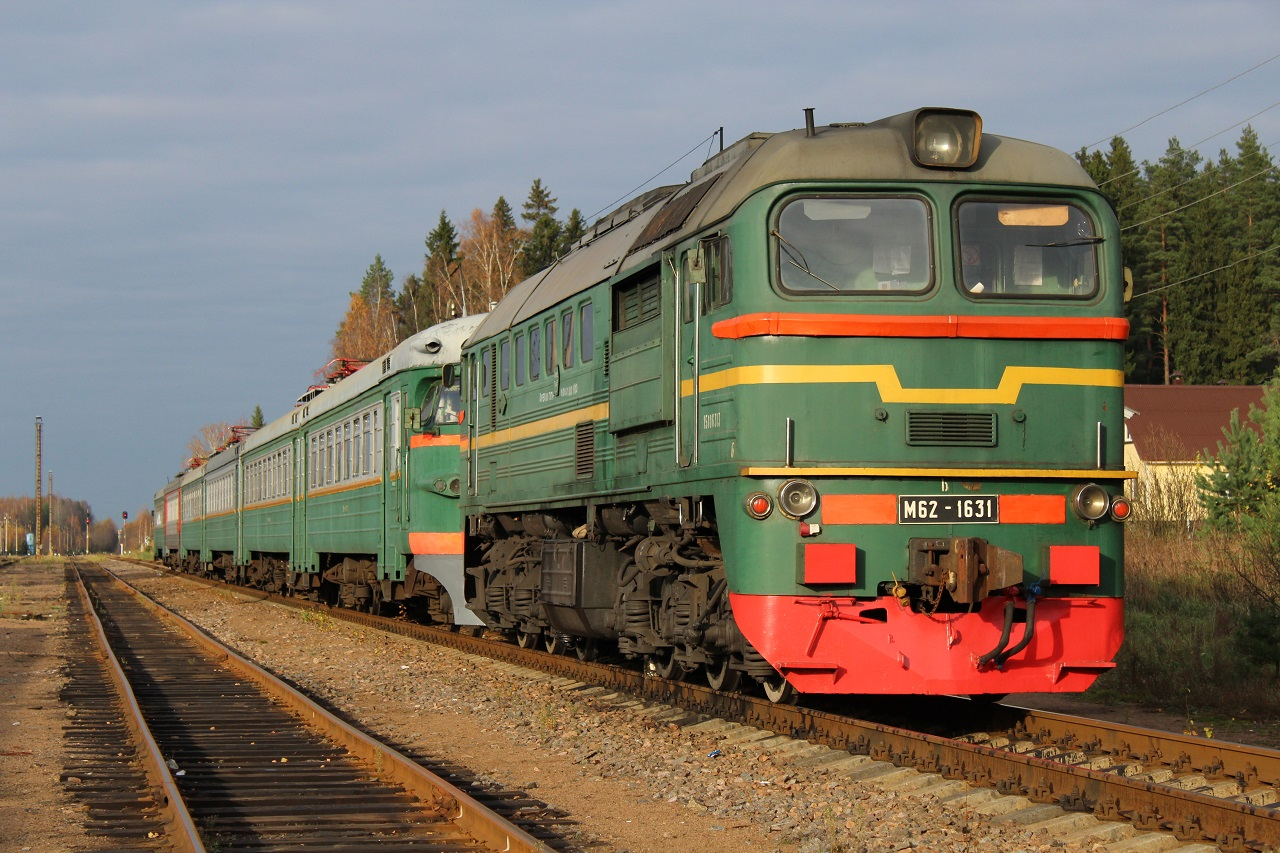
Пригородный поезд на станции.
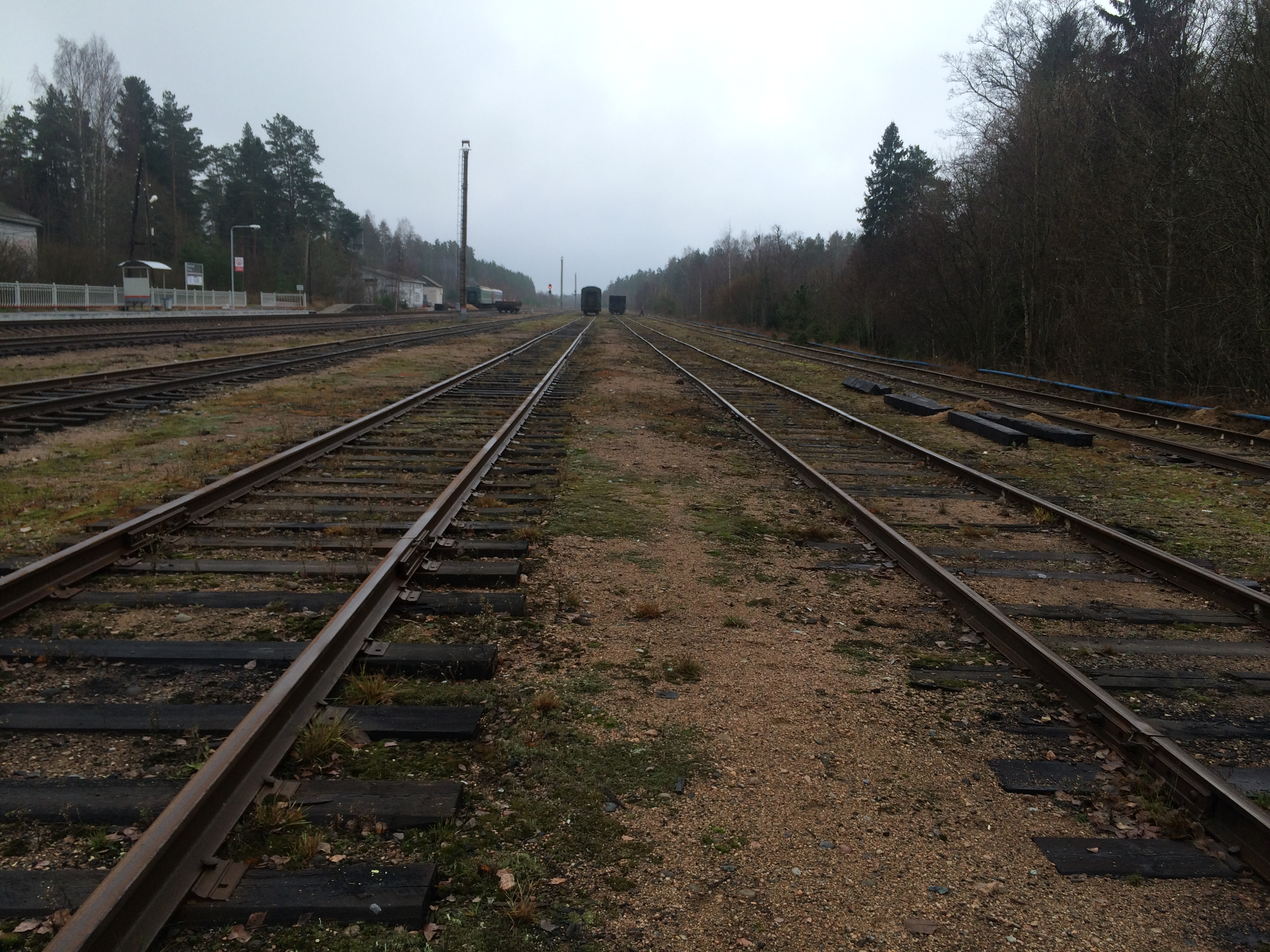
Пути станции. Вид в сторону ст. Прибылово.
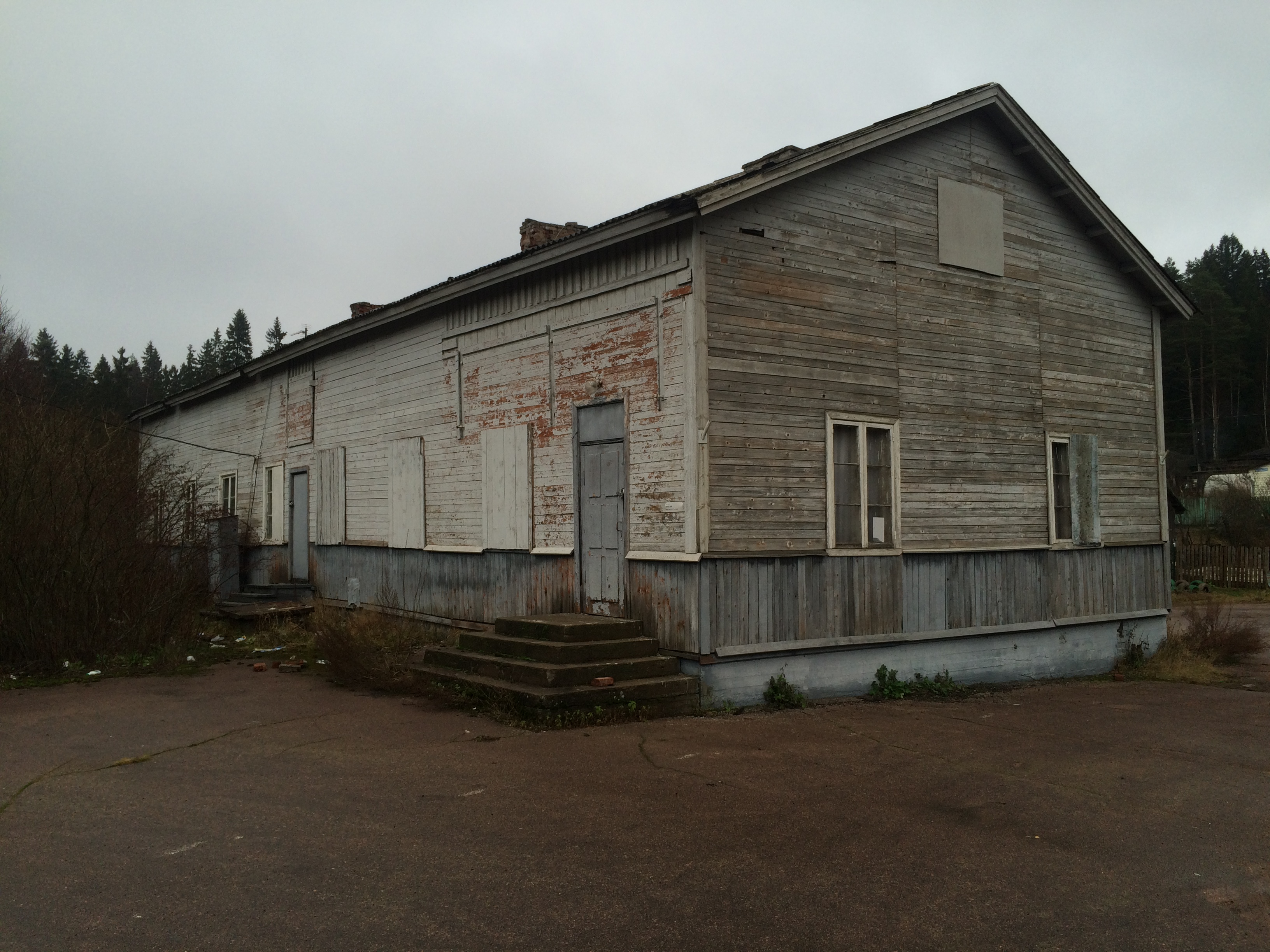
Бывшее пассажирские здание.
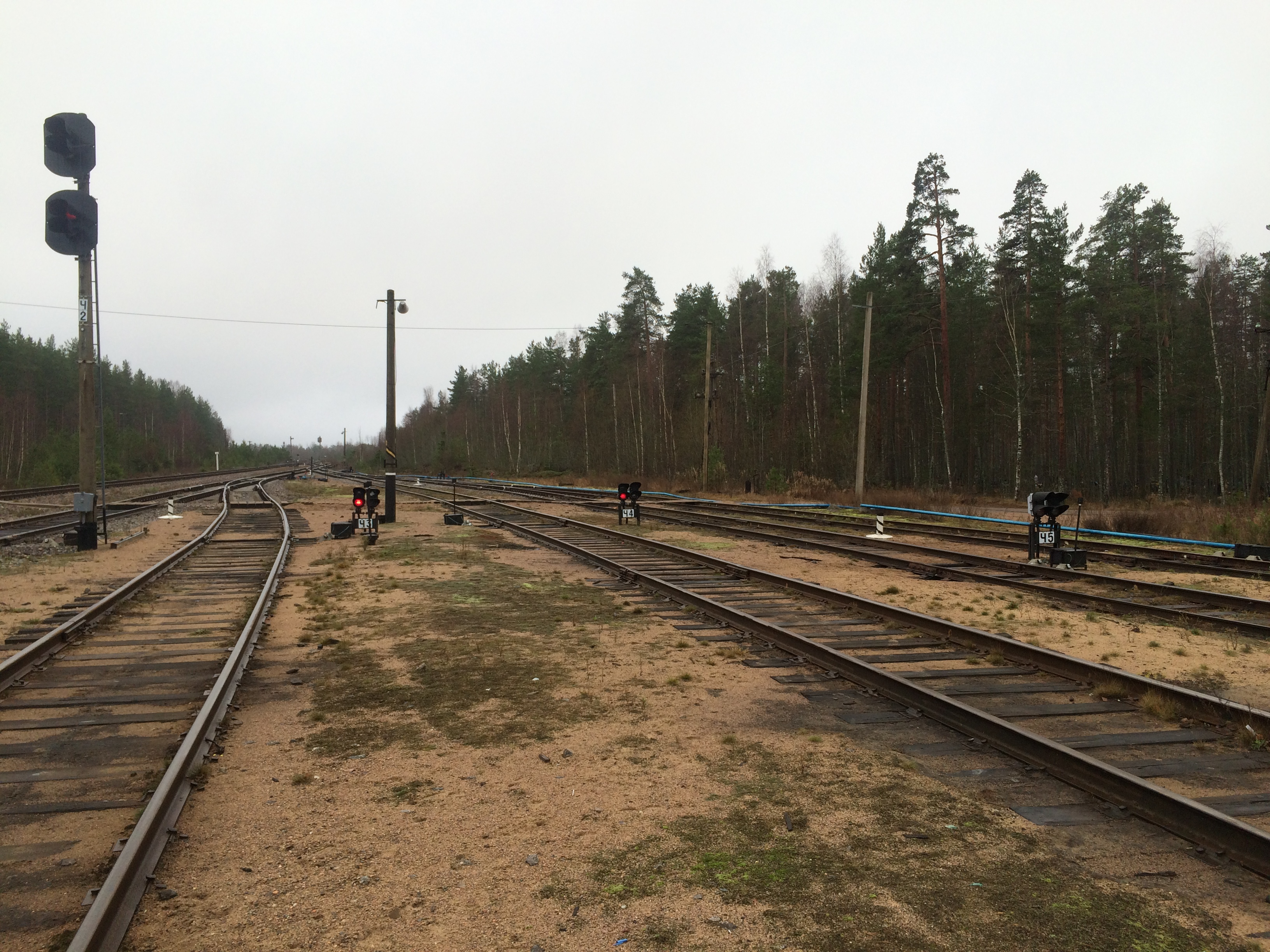
Выходные светофоры. Вид в сторону ст. Прибылово.
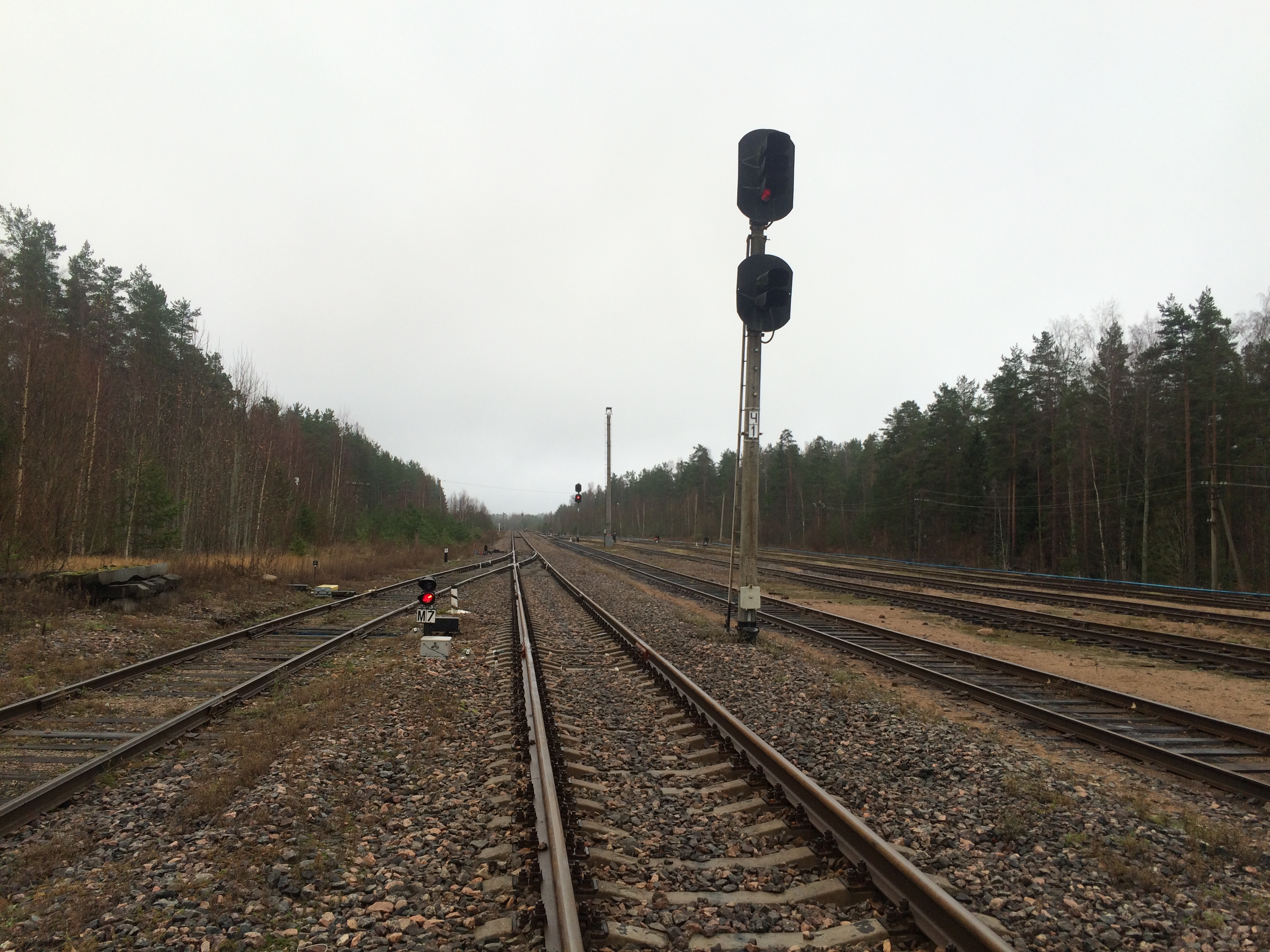
Выходные светофоры. Вид в сторону ст. Прибылово.
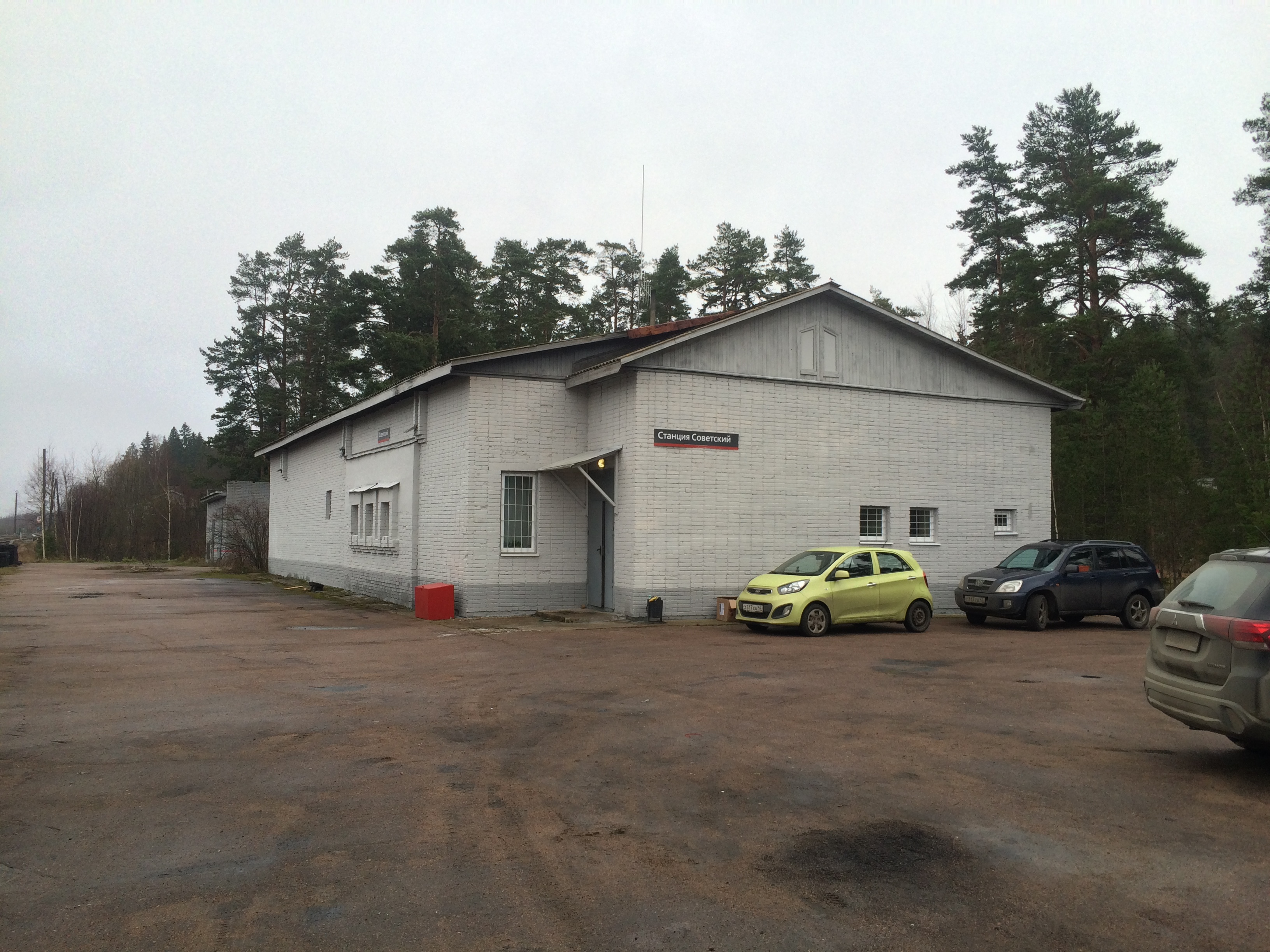
Пост ЭЦ.
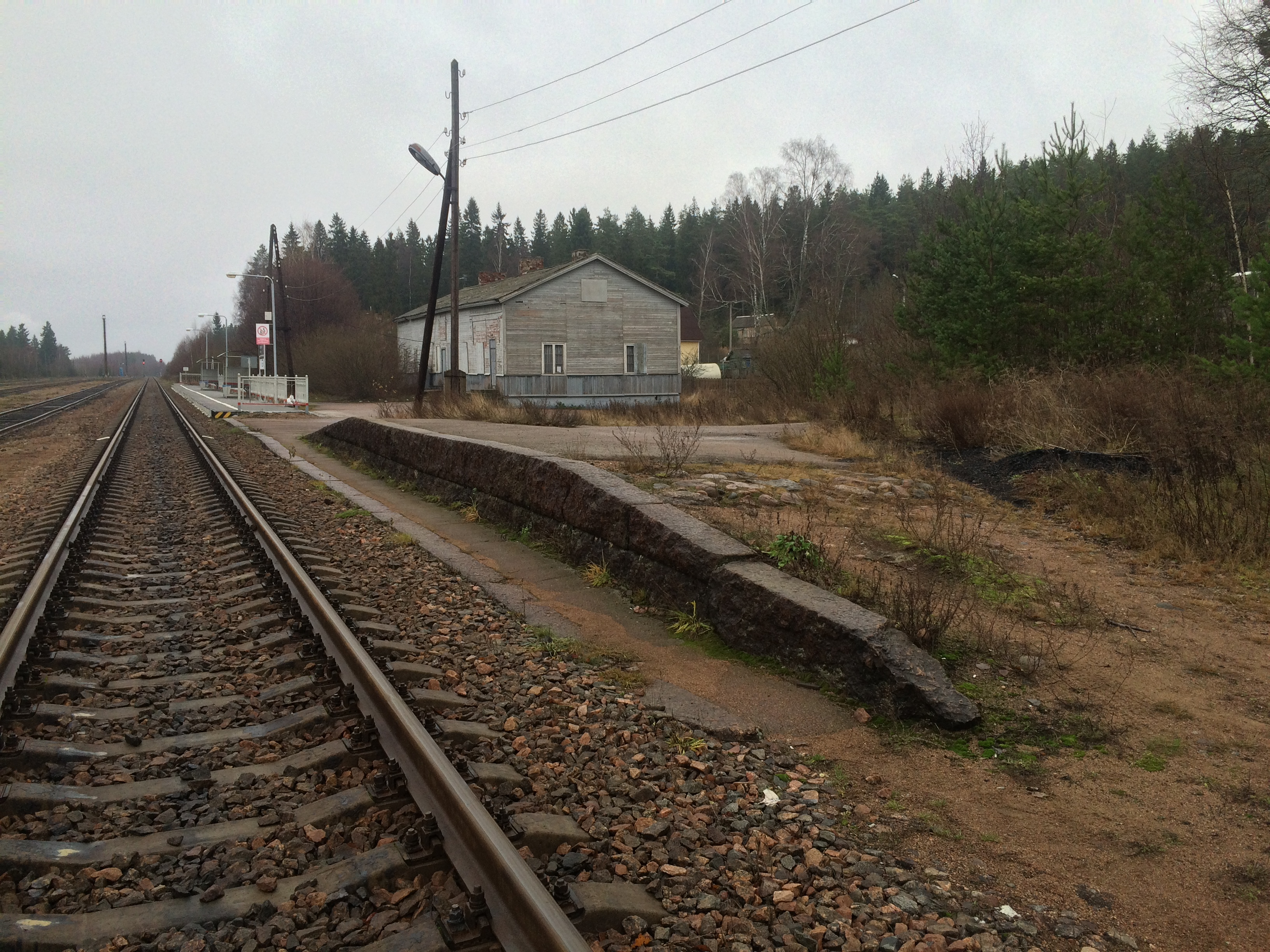
Финская багажная платформа.
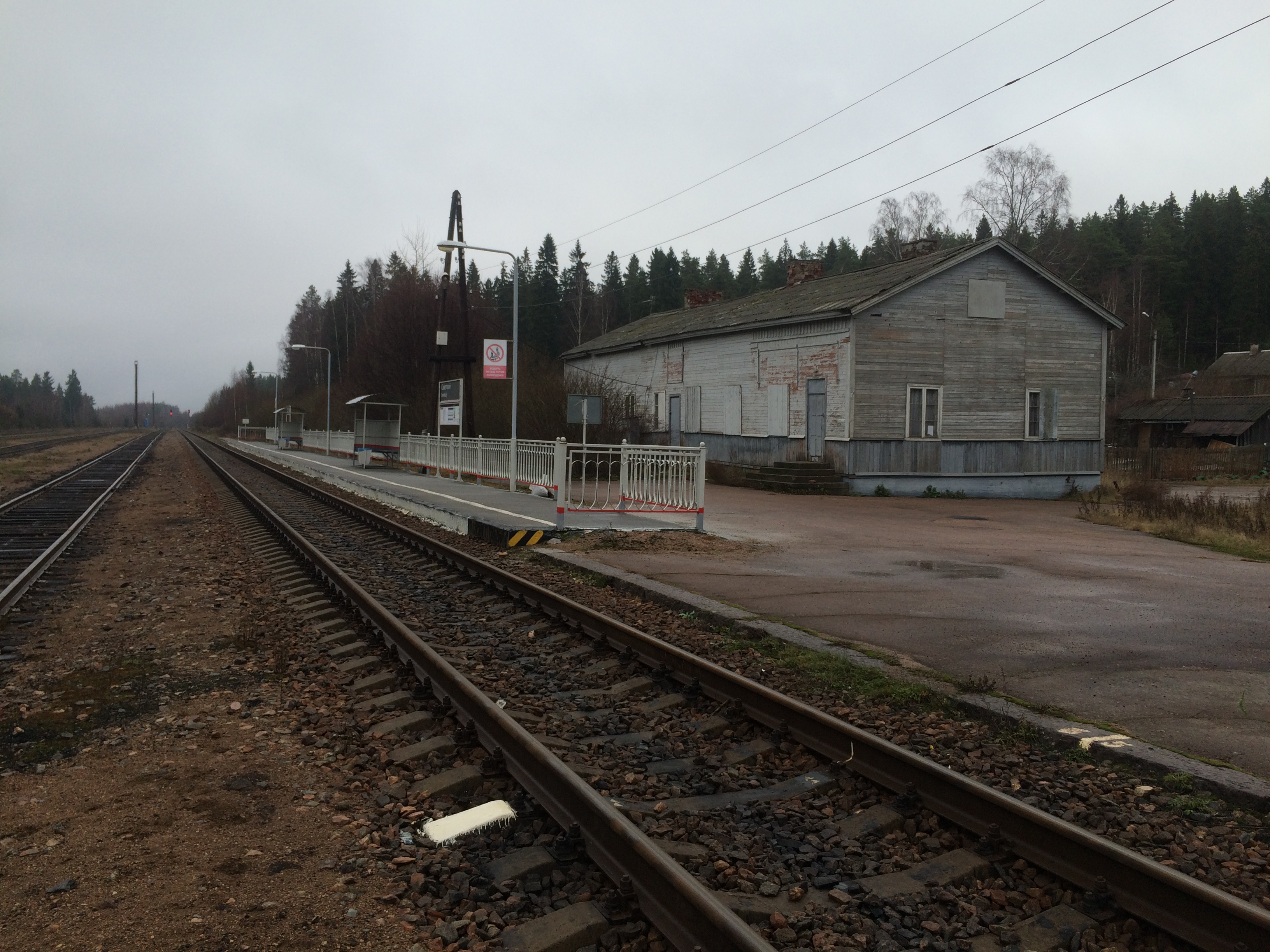
Вид в сторону ст. Матросово.
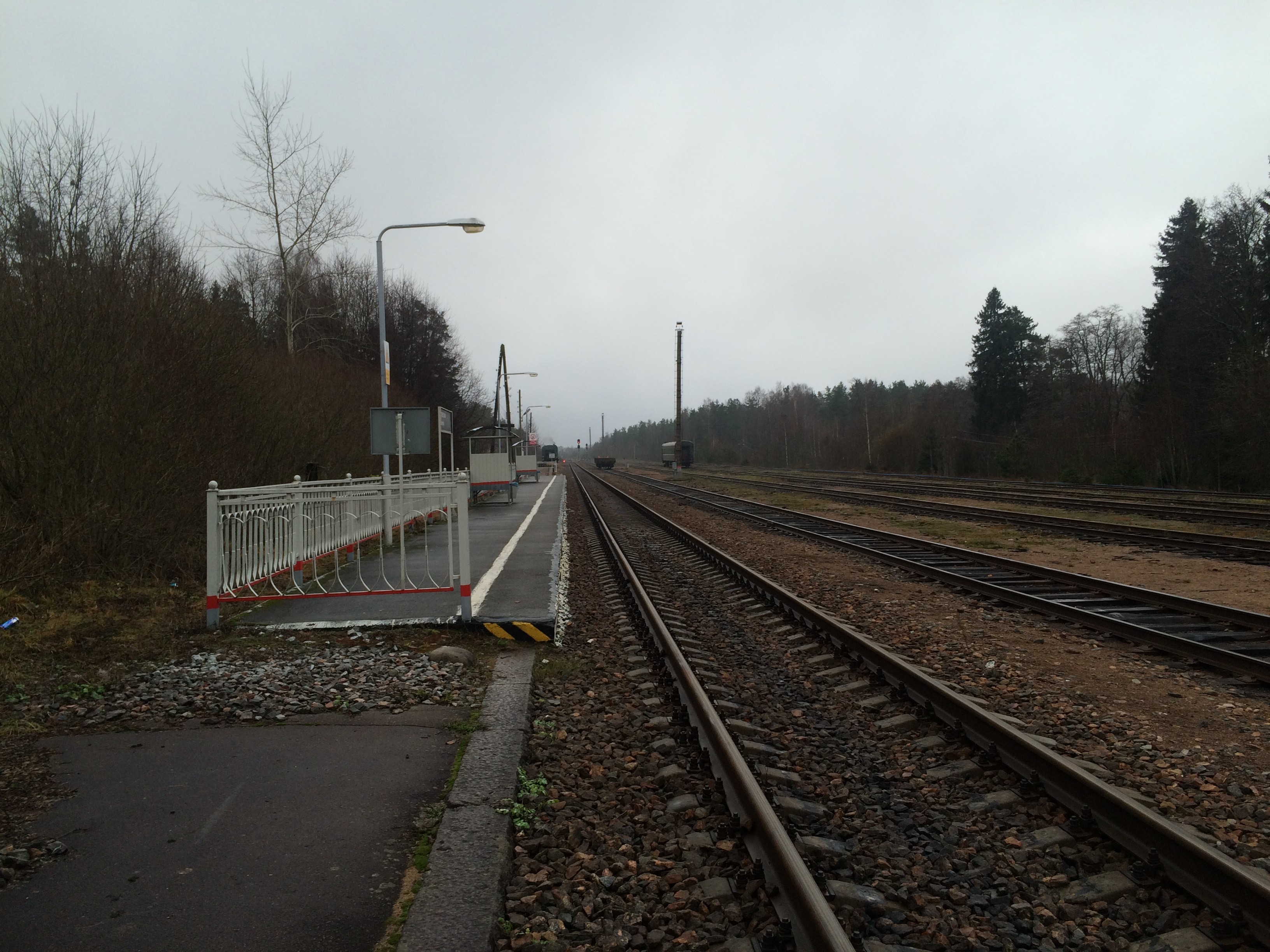
Вид в сторону ст. Прибылово.